# Untertauchen (Religion)

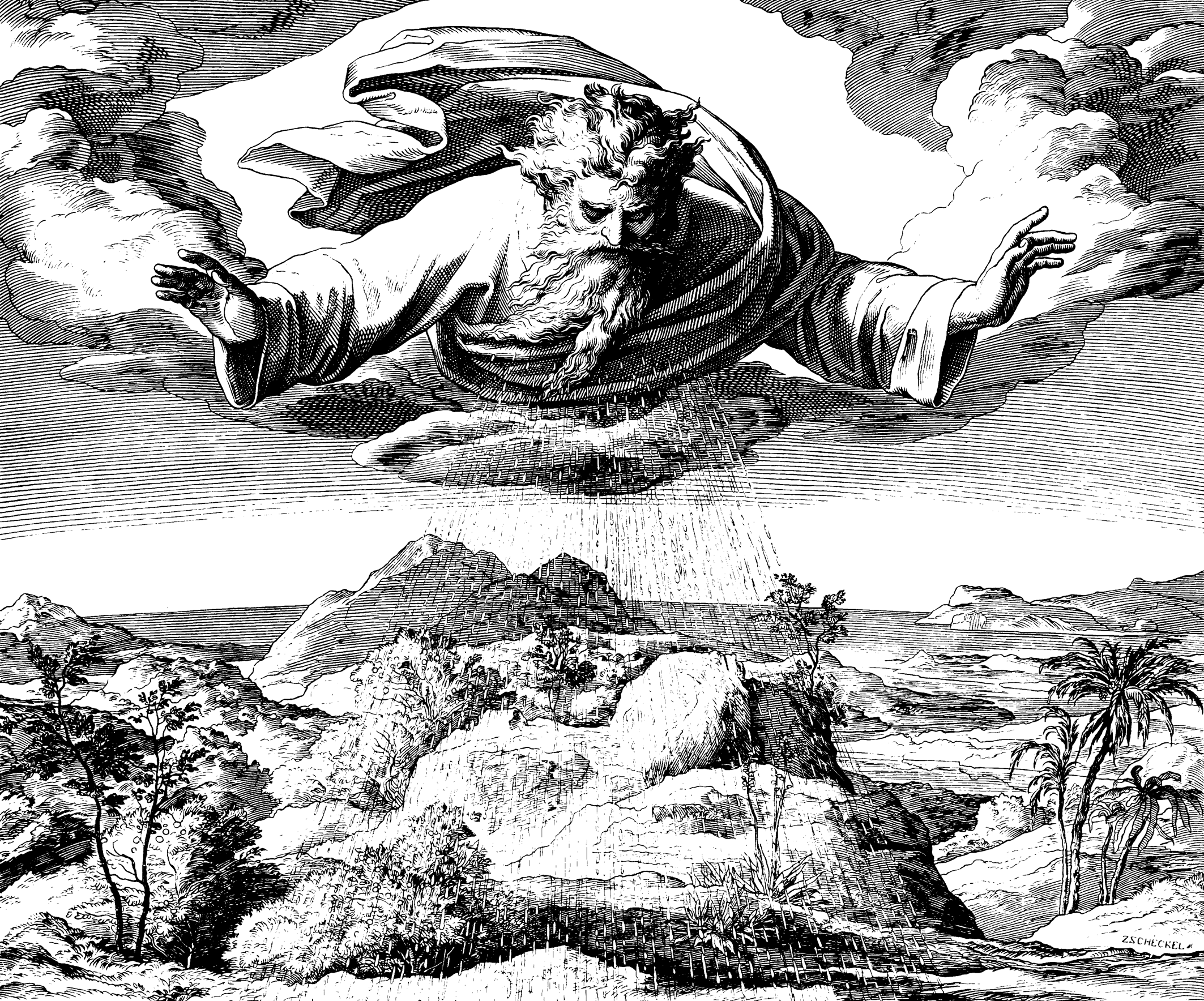
Holzschnitt aus der „Bibel in Bildern“, 1860. Dritter Tag, Gott scheidet das Land vom Meer, Erschaffung der Pflanzen

Das Untertauchen einer Person oder von Sachen im Wasser hat in Religionen (Kirchengemeinschaften) vielfach eine besondere religiöse Bedeutung.

## Schöpfungsmythos
Im Schöpfungsmythos der Bibel ist das gänzlich untergetauchte Land, welches am dritten Tag freigegeben wird, ein wichtiges Element der Schöpfung selbst und wird die besondere Rolle von Wasser dargestellt, das ursprünglich alles bedeckte. Siehe 1. Buch Mose, 1,9 und 1,10:

„Dann sprach Gott: Das Wasser unterhalb des Himmels sammle sich an einem Ort, damit das Trockene sichtbar werde. So geschah es. Das Trockene nannte Gott Land und das angesammelte Wasser nannte er Meer. Gott sah, dass es gut war.“

## Untertauchen von Personen oder Sachen
Das Untertauchen einer Person oder eines Gegenstandes im Wasser kann ein Element einer rituellen Reinigung, bei Menschen auch der Aufnahme in eine religiöse Gemeinschaft oder Sündenvergebung etc. sein. Dabei wird unterschieden zwischen
- vollständigem Untertauchen oder nur
- Eintauchen im Wasser oder
- besprengen mit Wasser mit der symbolischen Wirkung des Untertauchens oder Eintauchens.

Im Unterschied zur Waschung, bei der ebenfalls eine rituelle Reinheit hergestellt oder wieder erreicht werden soll, betrifft das Untertauchen oder symbolische Untertauchen den ganzen Körper und nicht nur einzelne Extremitäten.

### Islam
Der moslemische Glaube kennt aufwendige und detaillierte Reinigungsvorschriften. Das vollständige Untertauchen ist dabei jedoch keine besondere Anordnung, die für eine religiöse Reinigung zwingend erforderlich ist. Im Gegenteil, gilt der übermäßige Wasserverbrauch bei der Waschung als verwerfliche Handlung (Makrūh, siehe auch: Wudū', Ghusl, Tahāra, Schahid, Hammām).

### Hinduismus
Das Untertauchen des Gläubigen in Gewässern, insbesondere an heiligen Orten und hier besonders entlang des Ganges, bedeutet im Hinduismus das Hoffen auf Sündenvergebung und die Reinigung der Seele. Ist ein vollständiges Eintauchen in das Gewässer an einem heiligen Ort nicht möglich, bestehen Alternativmöglichkeiten, wie z. B. das Besprengen mit Ganges-Wasser.

### Judentum
Wasser hat im Judentum eine besondere Bedeutung und selbst der Tod (ein toter Körper) kann das lebendige Wasser nicht verunreinigen.
Das Mikwe (hebräisch: lebendiges Wasser) ist ein Ritualbad mit fließendem reinen Wasser, welches in jeder jüdischen Gemeinde besteht und im Judentum eine wichtige Rolle spielt(e). Nur wer sich vollständig untertaucht (Tevila), wird von ritueller Unreinheit gereinigt. Auch Sachen, die unrein geworden sind, können durch das Untertauchen rituell gereinigt werden (Kaschern).
Bei der Konversion eines Nicht-Juden zum Judentum ist eine der drei wichtigsten Voraussetzungen das vollständige Untertauchen in einer Mikwe. Es gibt aber Fälle von Unreinheit, bei denen das Untertauchen alleine doch nicht ausreicht (Fälle von schwerer Krankheit, die Menstruation der Frau, Geburt eines Kindes – siehe auch: Nidda (Mischnatraktat)).

### Christentum

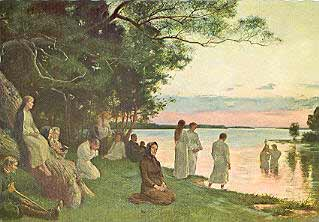
Gemälde von Gustaf Cederström (1886)

Das Hineintauchen des Täuflings ins Wasser wird in den christlichen Kirchengemeinschaften oft generell als im Sinne von „Untertauchen“ verstanden (veraltet: Submersion, von spätlateinisch submersio = das Untertauchen, zu lateinisch submersum, submers). Dies erfolgt durch gänzliches Untertauchen des gesamten Körpers oder auch nur von Extremitäten (z. B. ohne Kopf, sog. eintauchen). Das Untertauchen wird dabei als das Wesentliche der Taufe angesehen, selbst wenn es nicht vollständig durchgeführt oder nur durch Besprengen mit Wasser angedeutet wird.
In der Reformationszeit wurde die Taufe mittels komplettem Untertauchen (Immersionstaufe) vor allem von den unitarischen Polnischen Brüdern angewandt, wodurch sie sich von den übrigen Täufern im Westen unterschieden. Dazu beigetragen hatte vermutlich der frühe Kontakt mit den Schriften Servets, der die Immersionstaufe als einziges Zeichen der Konversion zum christlichen Glauben ansah. Die Vertreibung der Polnischen Brüder 1658 führte später zu einer Verbreitung der Taufpraxis in anderen täuferischen und taufgesinnten Gemeinschaften.
Taufe durch vollständiges oder weitgehendes Untertauchen im Wasser wird von folgenden Kirchengemeinschaften praktiziert: Alt-Katholische Kirche (1. Form), Baptisten, Bibelforscherbewegung, Brüderbewegung, Calvary Chapel, Christadelphians, Elim-Gemeinden, Freie evangelische Gemeinden, Gemeinde Christi, ICF, Jesus-Freaks, Kirche des Nazareners, Kirche Jesu Christi der Heiligen der Letzten Tage, Mennoniten, Mennonitische Brüdergemeinden, Römisch-katholische Kirche (1. Form), Orthodoxe Kirche, Pfingstler, Siebenten-Tags-Adventisten, Zeugen Jehovas.
Siehe auch: Baptisterium

#### Urchristentum
Im Urchristentum erfolgte die Taufe sehr wahrscheinlich durch das gänzliche Untertauchen im Wasser. Dadurch wurde der Bruch mit der bisherigen Identität in der nächtlichen Tauffeier zum Ausdruck gebracht. Die Täuflinge stiegen nackt in das Taufbecken und wurden dreimal mit Wasser übergossen, widersagten dem Bösen und der Sinnlosigkeit eines gottfernen Lebens und entschieden sich, dieser Welt zu entsagen, sich nicht mehr von Erfolg und Leistung, von Vergnügen und Ausschweifungen zu definieren, sondern von Christus her.
Eine Reinigung durch rituelles Untertauchen in Wasser ist hingegen nicht üblich.

#### Mormonen
Der vierte Glaubensartikel im Mormonentum lautet: Wir glauben, dass die ersten Grundsätze und Verordnungen des Evangeliums sind: erstens der Glaube an den Herrn Jesus Christus; zweitens die Umkehr; drittens die Taufe durch Untertauchen zur Sündenvergebung; viertens das Händeauflegen zur Gabe des Heiligen Geistes.